# Headgirl
Headgirl è un progetto nato nel 1981 tra le due band hard rock inglese Motörhead e Girlschool.

## Storia del gruppo
Tutto iniziò nel marzo del 1979, quando le Girlschool fecero da gruppo d'apertura ai Motörhead, durante il loro tour di Overkill. Lemmy, cantante e bassista, nonché leader del gruppo, si convinse molto del grande potenziale delle Girlschool, dopo aver ascoltato un loro singolo intitolato Take It All Away. Inoltre erano una band di sole ragazze, e avevano tra l'altro anche un'ottima chitarrista come Kelly Johnson, che Kilmister riteneva brava quanto Jeff Beck.
Nel dicembre 1980, il batterista dei Motörhead Philty Animal Taylor si ruppe il collo e l'allora produttore della band, Vic Maile, suggerì al gruppo di fare un singolo appunto con le Girlschool.
La canzone prescelta fu Please Don't Touch, cover di Johnny Kidd and the Pirates. Oltre a questo pezzo, nel singolo (uscito il 14 febbraio 1981 e perciò intitolato St. Valentine's Day Massacre EP) c'erano anche una cover motorheadiana di una song delle Girlschool, "Emergency" e una cover di "Bomber" fatta dalle Girlschool. "Emergency" vedeva alla voce "Fast" Eddie Clarke, alla sua seconda prova come cantante dopo "Step Down". Nella copertina del disco è presente anche Phil Taylor, che però fa solo la voce addizionale, mentre alla batteria c'è Denise Dufort delle Girlschool. L'EP raggiunse nel Regno Unito la posizione numero 5.
Sempre nel 1981, sono uscite altre due pubblicazioni limitate o semiufficiali del progetto; un vinile 12" limitato nei Paesi Bassi e intitolato "Hard Rock on 12 - Stay Clean" e un singolo 12" giapponese sotto il nome Motorschool. Le tracce contenute erano sempre, o con piccole variazioni, quelle di "St. Valentine's Day Massacre".
Il 19 novembre 2005, nella Brixton Academy di Londra, le Girlschool hanno partecipato all'"Inferno UK Tour" dei Motörhead suonando insieme "Please Don't Touch" per la prima volta dal vivo in assoluto.
Il 15 luglio 2007 è scomparsa Kelly Johnson, all'età di 49 anni, a causa di un cancro alla spina dorsale che combatteva da oltre sei anni.

## Discografia

### EP
- 1981 - St. Valentine's Day Massacre
- 1981 - Hard Rock on 12 Inch
- 1981 - Motorschool

## Formazione
- Lemmy Kilmister - basso elettrico, voce
- Eddie Clarke - chitarra, voce
- Kelly Johnson - chitarra, voce
- Phil Taylor - voce addizionale
- Kim McAuliffe - chitarra
- Enid Williams - basso elettrico
- Denise Dufort - batteria

## Riferimenti testuali
- Lemmy Kilmister & Janiss Garza, White Line Fever, New York, Simon & Schuster, 2002 - ISBN 0-684-85868-1
  - Tradotto in italiano con titolo La Sottile Linea Bianca, Milano, Baldini Castoldi Dalai Editore, 2004